# 盗窃、抢夺枪支、弹药、爆炸物、危险物质罪
盗窃、抢夺枪支、弹药、爆炸物、危险物质罪，是指《中华人民共和国刑法》所规定的一个罪名，最高可判处死刑。

## 量刑
盗窃、抢夺枪支、弹药、爆炸物、危险物质罪，危害公共安全的，处三年以上十年以下有期徒刑;情节严重的，处十年以上有期徒刑、无期徒刑或者死刑。

## 案例
2015年9月15日上午，宜昌市CBD恒基国际门前CBD物业公司与项目部因施工问题产生纠纷。公安机关到场处置过程中，项目部开动大型施工吊车欲驶入易佰酒店门前空地处。出警民警吴某甲依法持枪欲逼停吊车。刘某甲冲入并将其所持的92式制式手枪一支（内含子弹15发）夺下。随后又被民警夺回。湖北省宜昌市西陵区人民法院判处被告人刘某甲有期徒刑三年，缓刑五年。